# 슈퍼토성
슈퍼토성은 행성의 크기나 행성의 고리가 토성보다 매우 거대한 가스 행성을 가리키는 단어이다.

## 설명
슈퍼토성은 토성과 같이 가스 행성으로서 무게나 부피는 가볍지만 행성의 크기나 행성의 고리가 토성에 비하여 매우 거대한 특징을 가지고 있다. 슈퍼토성은 영어권에선 Super-Saturn(슈퍼새턴)이라고 부르며 우주에는 토성의 크기를 상회하는 크기가 큰 가스 행성이나 행성의 고리가 매우 큰 형태와 같은 슈퍼토성들도 많이 존재할 것으로 보인다. 현재까지 사람들에게 알려진 슈퍼토성의 범주에 속하는 대표적인 외계 행성으로는 J1407-b가 있다.

## 같이 보기
- 토성
- 가스 행성
- 천문학
- 외계 행성